# Kawasaki C-1
O Kawasaki C-1 (川崎 C-1) é um cargeiro STOL bimotor militar desenvolvido e produzido pela Kawasaki Heavy Industries para a Força Aérea de Autodefesa do Japão.
Atualmente a aeronave, incluindo a versão de guerra eletrônica mais o NAMC YS-11, está sendo substituída pela sucessora C-2, também produzida pela Kawasaki.

## Variantes
- C-1/C-1A : Versão de transporte militar.

- EC-1: aeronave de treino de guerra eletrônica

- C-1FTB
- Asuka: aeronave experimental STOL quadrimotor.

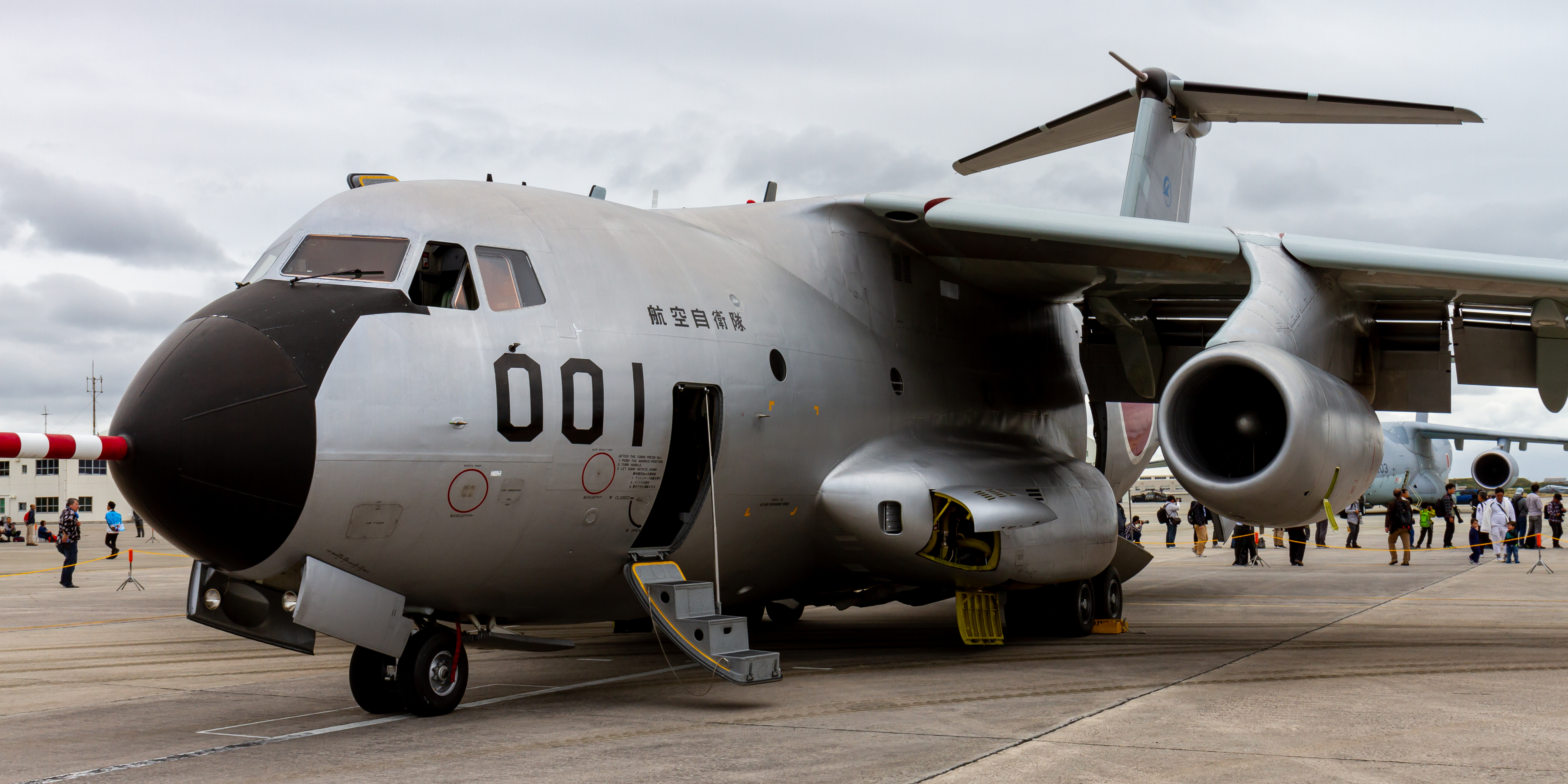
C-1FTB no Air Show de Naha (2018)

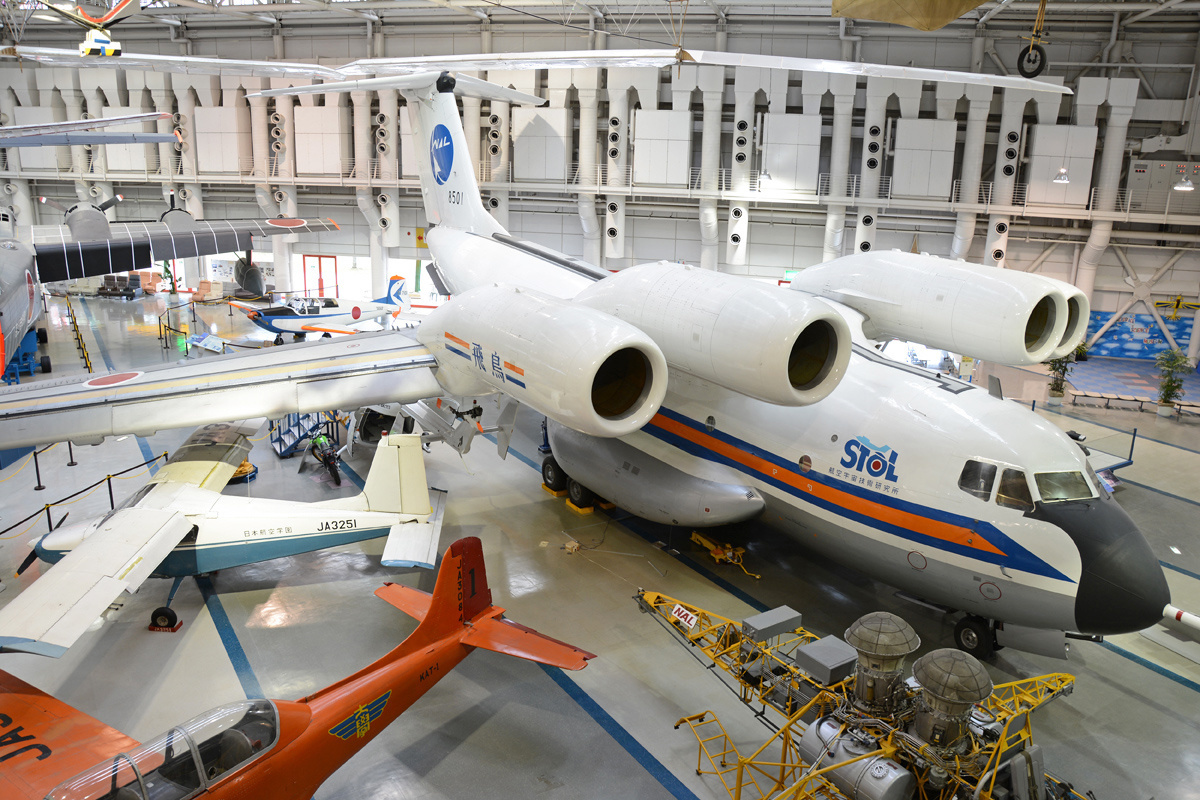
C-1 Asuka

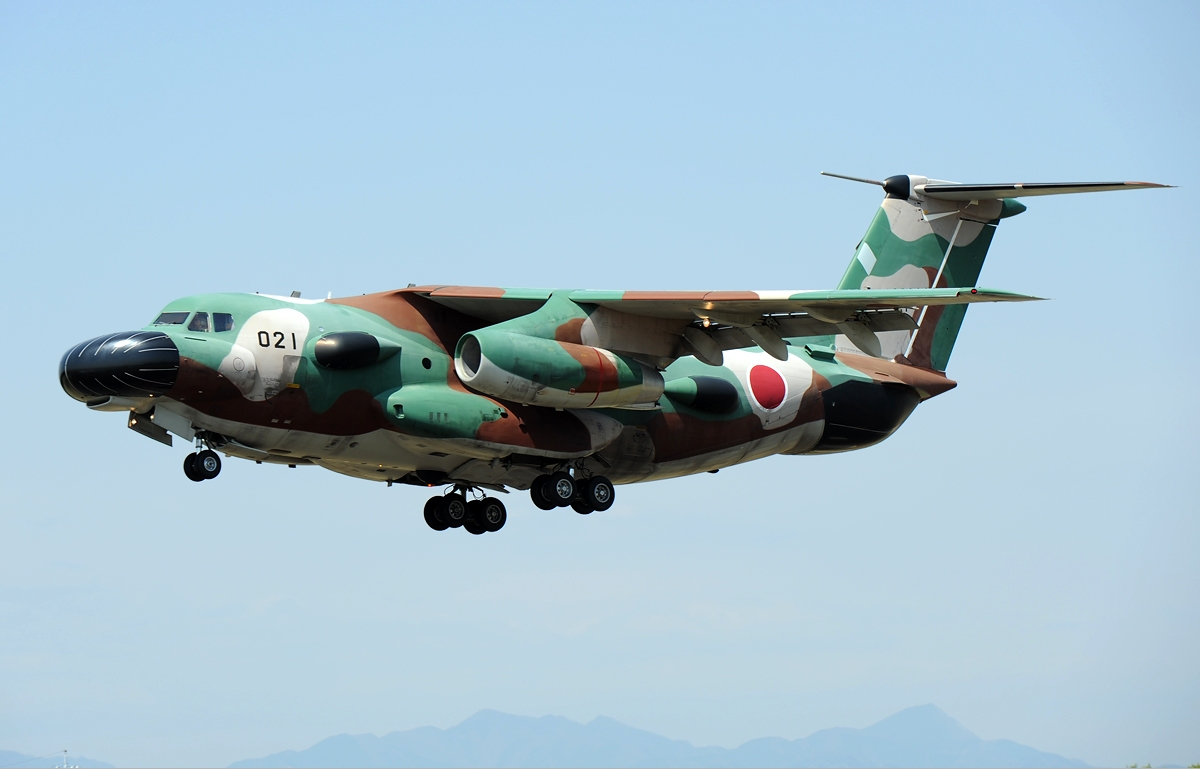
EC-1 de guerra eletrônica sobrevoando a Base Aérea de Iruma (2011)

## Operadores
Atuais:
 Japão
- Força Aérea de Autodefesa do Japão
  - 402º Esquadrão de Transporte Aéreo Tático, Base Aérea de Iruma[7]

### Antigos:
- Força Aérea de Autodefesa do Japão[7][8]
  - 401º Esquadrão de Transporte Aéreo Tático, Base Aérea de Komaki
  - 403º Esquadrão de Transporte Aéreo Tático, Base Aérea de Miho